# Onomatopea nei fumetti

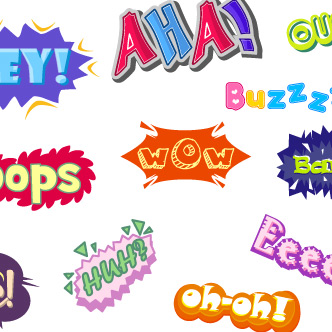
Esempi di onomatopee usate nei fumetti

I suoni, nel linguaggio dei fumetti, sono una parte importante della narrazione e sono resi graficamente, nelle varie vignette, attraverso l'onomatopea, cioè quel procedimento di formazione delle parole che ricorre ad una imitazione diretta del suono o rumore da rappresentare. Anche i versi emessi da animali o persone sono rappresentati con lo stesso metodo, spesso all'interno delle nuvolette. Lo scopo delle onomatopee è di aumentare la partecipazione del lettore con l'atmosfera e il dinamismo della rappresentazione.
Nei fumetti, la maggior parte delle onomatopee sono state esportate dalla lingua inglese e sono così diffuse da essersi affermate anche nel linguaggio comune, anche al di fuori del mondo anglosassone.
Nei fumetti vengono definite con lo stesso termine, "onomatopee", due diversi concetti linguistici: l'onomatopea in senso stretto, ossia un fonema nato come traduzione fonetica di un suono (per esempio il "cri-cri" del grillo) e la "parola onomatopeica", ossia una parola autonoma derivata nel corso del tempo da quel suono (per esempio la parola "frinire", derivata dal suono dello stesso insetto). In lingua inglese nella maggior parte dei casi i due concetti coincidono e il lettore anglosassone riesce, in modo maggiormente immediato, a ricollegare l'onomatopea usata nella vignetta dei fumetti con l'azione corrispondente al suono; è questo il caso di Bang (to bang significa "sparare") oppure Ring (to ring significa "squillare").

## Scopo
Generalmente le onomatopee sono inserite nelle vignette per rendere più dinamica la storia, aumentando la partecipazione del lettore nelle vicende. A tale scopo le parole vengono disegnate in modo tale da enfatizzare graficamente il suono e quindi l'azione che lo ha prodotto mediante uso accorto del lettering, dei colori, della forma e dei font della parola. Ad esempio, se il disegnatore vuole rappresentare il rumore di una frana e contemporaneamente enfatizzare il suo effetto dinamico, userà l'onomatopea "rumble", distorcendo graficamente la parola, rendendo le sue lettere tremolanti e moltiplicandole come a voler simboleggiare la velocità e il frastuono dell'evento catastrofico.
Alcune onomatopee sono usate dagli autori per caratterizzare maggiormente alcuni personaggi, in particolar modo in situazioni particolari: è questo il caso del rumore degli artigli di adamantio di Wolverine quando fuoriescono prima di un attacco ("snikt!") del tipico rumore ("thwip!") delle ragnatele lanciate dell'Uomo Ragno o ("swiss!") del pugnale lanciato da Diabolik.

## Storia
L'utilizzo delle onomatopee nei fumetti può essere fatto risalire fin alle origini di questo media, ossia negli Stati Uniti verso la fine dell'ottocento; la disponibilità di molte parole monosillabiche marcate, onomatopeiche, rendeva agli illustratori e fumettisti naturale trasporle direttamente nelle vignette in funzione di onomatopee. Quando il fumetto si diffonderà in Europa e poi nel resto del mondo, il linguaggio grafico e semantico si sarà già consolidato e con esso anche il significato delle onamatopee ricorrenti che, seppure in lingua inglese, sono ugualmente comprensibili anche ai lettori non anglofoni, non tanto per il loro significato semantico, ma per il loro suono e collocazione nel contesto della storia.
Tra le sperimentazioni del connubio testo/disegno, emblematica è la tecnica di Will Eisner che nel suo The Spirit utilizza spesso onomatopee ma relegandole a ruoli comprimari: gli unici elementi testuali ricercati sono i titoli e le didascalie, che si impongono con valore metatestuale nella narrazione. A partire dalla metà degli anni 1960 inizia ad affermarsi un uso delle onomatopee sviluppato sul loro impatto visivo; si può citare come precursore di questa tecnica il fumettista belga Guy Peellaert nelle tavole di Jodelle e di Pravda e successivamente i francesi Jean Rollin e Nicolas Devil nella loro Saga de Xam del 1967.
Contemporaneamente in Italia Dino Battaglia conduce riusciti esperimenti per integrare stilisticamente i disegni con i rumori, seppure mantenendo un attento bilanciamento tra i due elementi. Jacovitti  con il suo Cocco Bill sperimenta nuovi tipi di onomatopee, introducendo nelle sue vignette alcuni termini presi dal linguaggio comune e usati come rumori, come ad esempio "schiaff schiaff", "Pugno" e altri inventati di sana pianta: blomp, pamt, ponfete, slappete, cianft, svòff, ciunft, badabanghete, sdenghete, flup.
L'uso di onomatopee con forte impatto grafico si consolida negli anni 1980, tanto da diventare un canone stilistico in particolar modo per gli artisti statunitensi e nei fumetti di Supereroi; le lettere si deformano, entrano a far parte dell'azione stessa e si materializzano quasi con realismo tridimensionale. Le onomatopee sono messe al servizio della spettacolarizzazione e vogliono sollecitare tutti i sensi del lettore, trascinandolo all'interno dell'azione, quasi come in un film. Sperimentatore in questa direzione è il fumettista Frank Miller, a partire dal suo Il ritorno del Cavaliere Oscuro del 1986 e quindi con Daredevil, Wolverine e Ronin.
Le storie d'azione sono permeate di rumori e quindi piene di onomatopee graficamente elaborate; quando però il disegno vuole essere più ricercato, più realistico oppure le storie meno dinamiche, tendono a alleggerirsi da troppi rumori e da onomatopee "invasive".

## Elenco di onomatopee
Segue un elenco delle onomatopee maggiormente diffuse nei fumetti.

### A
Ah AhUsata per riprodurre una sonora risata.
ArfRiproduce l'abbaiare di un cane.
ArghL'urlo emesso da un personaggio prima di morire per morte violenta oppure quando è arrabbiato.:
Ahi-AhiaEsclamazione di dolore

### B

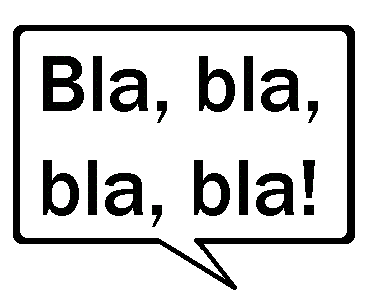

BangOnomatopea utilizzata per lo sparo di un'arma da fuoco. Deriva dall'inglese to bang, "sparare". usata in alternativa al meno diffuso "Pam".
BarkAbbaiare di cane dall'inglese to bark che significa "abbaiare". Usato in alternativa a "Bau" o a "Woof".
BauAbbaiare di cane. Usato in alternativa a "Bark" o a "Woof".
BeepSuono di apparecchiatura elettronica come, ad esempio, un radar o una segreteria telefonica. È anche il famoso verso del personaggio dei cartoon Beep Beep.
Bla BlaIndica il parlottare indistinto.
BlamRumore di colpo di cannone.
BleahOnomatopea che indica disgusto.
BlinkRappresenta la strizzata d'occhio, dall'inglese to blink, appunto, "sbattere le palpebre".
BoingRiproduce il suono di una palla che rimbalza.
BrrSuono prodotto da chi rabbrividisce per il freddo o per la paura.
BonkRumore di un oggetto che colpisce la testa.
BoomRiproduce il suono di un'esplosione.
BroomIl rombo di tuono, o di oggetti pesanti che rotolano, o di veicolo a motore. Deriva dall'inglese to broom, ossia "spazzare".
BurpRiproduce il suono di un rutto.

### C
ChirpIl cinguettio o il pigolio di un uccello, simile a "Tweet".
ChompOnomatopea per il suono della masticazione o fare un sol boccone di qualcosa. In inglese to chomp significa "masticare rumorosamente".
ClangRumore di oggetto metallico.
ClapRiproduce un applauso.
ClickUsato per riprodurre il rumore di uno scatto metallico, il pulsante di un mouse, una serratura o un interruttore.
ClunkSuono che riproduce il tonfo di un oggetto lasciato cadere.
CoughRiproduce un colpo di tosse.
CrackIl rumore di un oggetto che si spezza.
CrashUsato per rappresentare un forte impatto, ad esempio la rottura di un vetro o un incidente automobilistico. Deriva dall'inglese to crash, "schiantarsi".
CrunchOnomatopea per indicare la masticazione di qualcosa di croccante, ad esempio, un biscotto oppure il rumore di un urto.

### D
DrinRiproduce uno squillo, generalmente quello del telefono, rappresentato graficamente con una o più lettere "i" (esempio: Driin).
Din donRiproduce il suono di campane.

### E
EeeeSuono di una sirena acustica, riprodotto con più lettere "E" in serie.
EeekAcuto urlo di piacere.
Eh ehRiproduce una risata sarcastica e furbesca o il ridacchiare.

### F
Fap fap
Suono riconducibile alla masturbazione maschile.
FfssUna ruota che si sgonfia.
Flap flapRiproduce il suono prodotto dalle pale di un elicottero.
FlashRiproduce l'effetto di un lampo.

### G
GaragulpIndica un gulp di stupore all'ennesima potenza.
GaspIndica stupore, timore o affanno. Deriva dal suono del prendere fiato o restare senza fiato; è usato anche quando un personaggio prende fiato mentre mangia.
GlabIndica il rimanere senza parole dinanzi ad un evento dalle ineluttabili conseguenze negative.
Glu gluOnomatopea che indica l'azione del bere.
GnamIndica il masticare o il mangiare voracemente.
GrowlDeriva dall'inglese "ringhiare" e riproduce, appunto, questo suono.
GrrrUsato per riprodurre un ringhio.
GruntOnomatopea usata per riprodurre il borbottio rabbioso o il fastidio., in alternativa a "Sgrunt".
GulpOnomatopea che indica stupore, sorpresa. Deriva dall'inglese to gulp, "deglutire".
GurgleSuono che riproduce il gorgoglio.

### H
HicRiproduce il singhiozzo.
HiiiRiproduce il nitrito di un cavallo.
HissIl sibilo di un serpente.

### I
Iiih
Il rumore della porta che si apre

### K
Ka-blamRiproduce il suono di un impatto molto violento, ad esempio di una cannonata o di un fulmine.
KaboomRiproduce il boato di una grande esplosione.
Ka-ranksuono usato per rappresentare un calcolatore (in particolare meccanico) che esegue un calcolo.
KnockIl rumore del bussare.
KrakkRiproduce il crepitio di un fulmine.

### L
LickLeccare, dall'inglese "to lick". Anche ripetuto "lick lick lick".

### M
MeowMiagolio del gatto (in inglese to meow significa "miagolare").
MmmmTentativo di parlare con la bocca imbavagliata.
Mumble mumbleRiproduce il rumore che fanno i personaggi quando sono assorti, quando riflettono, quando borbottano o brontolano o parlano sommessamente.

### N
Nchindica un segno di dissenso senza aprire la bocca, alternativa Nz Nz.

### O
OpsIndica la consapevolezza di aver commesso un errore, dall'inglese Oops
OuchEspressione di dolore

### P

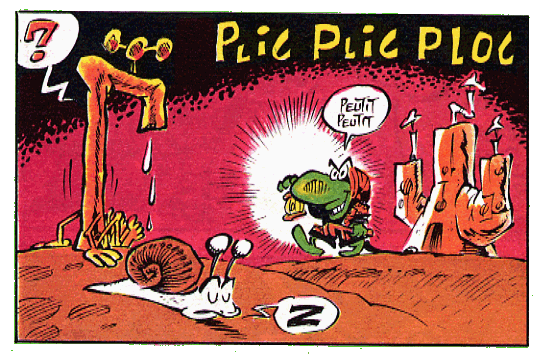
Il rumore di un rubinetto che perde in Le Concombre masqué di Nikita Mandryka

Pant pantRiproduce il respiro affannoso ad esempio durante o dopo un lavoro faticoso, usato in alternativa a "Puff puff".
Para-pa-zumOnomatopea che rappresenta il suono tipico di una fanfara o di una banda; usata in alternativa "Tara-ta-zum".
PloffIl rumore di un tuffo in acqua.
PfuiEsclamazione di scetticismo.
ProtRiproduce il rumore di un peto.
Puff puffRiproduce il respiro affannoso ad esempio durante o dopo un lavoro faticoso; simile a "Pant pant".
PurrLe fusa di un gatto.

### Q
Quack
Il verso di una papera o di anatra (spesso usato con personaggi come Paperino)

### R
RatatataRumore di mitragliatrice.
RingIl suono di un campanello.
RipIl rumore di uno strappo, una lacerazione.
RoarOnomatopea che indica il ruggito di un animale feroce, tipicamente un leone, o il rombo di un veicolo a motore. Reso graficamente anche come "Roarrr".
RonfIl rumore del russare, in alternativa a "Ron ron".
RumbleUsato per riprodurre il rombo di un tuono, di un crollo, il rotolare di oggetti pesanti.

### S

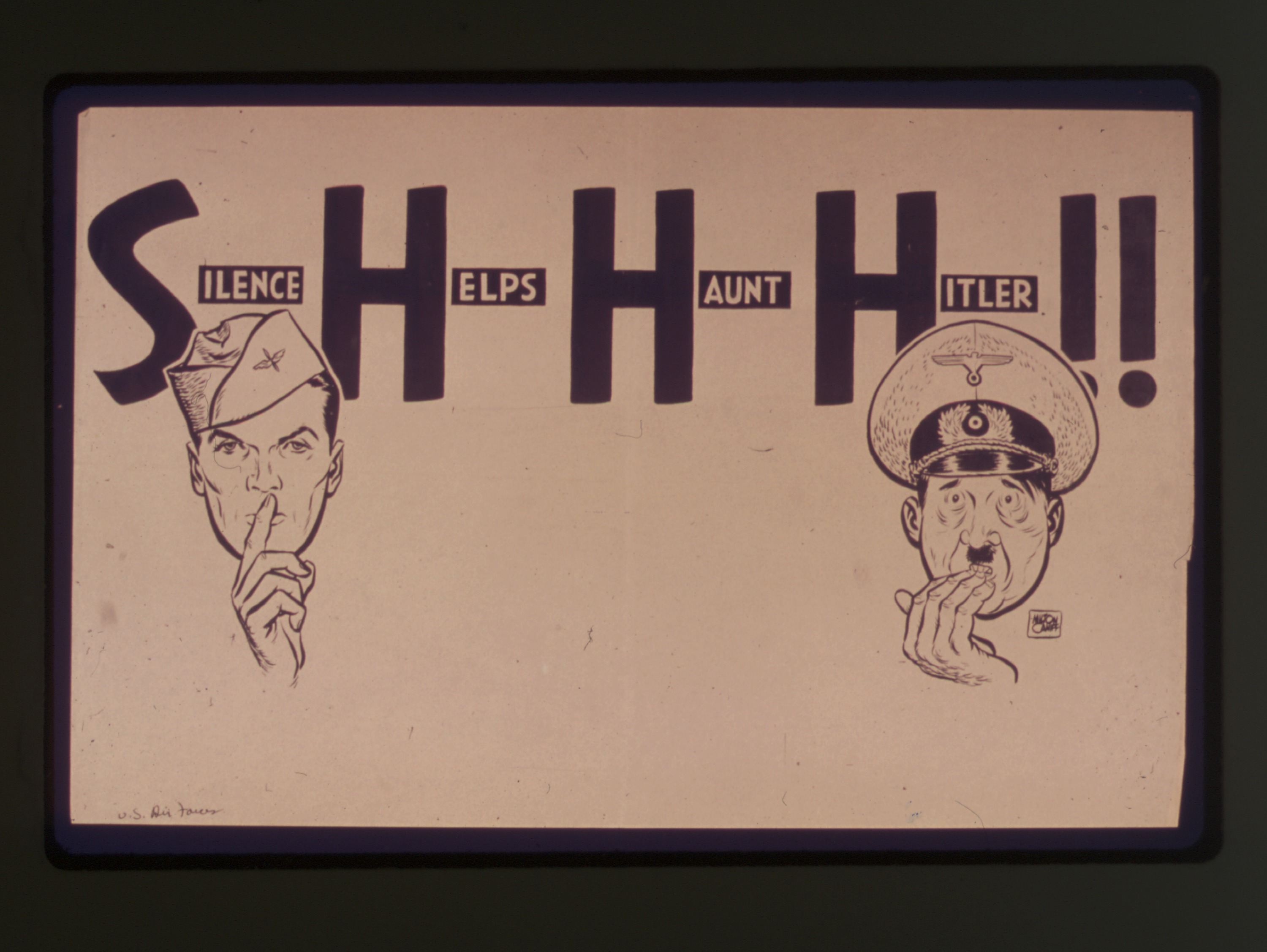
Cartello di propaganda alla riservatezza, risalente alla seconda guerra mondiale

Scrib ScribRiproduce il suono di una matita o penna che scrive su un foglio.
SgruntRiproduce il mugugno, in alternativa a "grunt".
ShhhRiproduce il sibilio prodotto da qualcuno per imporre il silenzio, usato in alternativa a "Ssssst".
SighIndica il sospirare: dall'inglese to sigh.
SkreekRiproduce la frenata delle automobili.
SlamLo sbattere di una porta chiusa con violenza. Deriva dall'inglese to slam, ossia "sbattere".
SlurpRiproduce il rumore che emettono i personaggi quando mangiano, in particolare quando si leccano i baffi.
SmackLo schiocco di un bacio.
SnapLo schiocco delle dita.
SniffIndica tristezza o pianto, dal rumore che si fa tirando su con il naso. Questa onomatopea è anche usata per indicare l'atto dell'annusare, ad esempio per un cane che sta fiutando una traccia.
Snikt!Riproduce il rumore prodotto dagli artigli metallici retrattili del supereroe Wolverine quando fuoriescono prima di un attacco.
SnortRiproduce la rabbia. Deriva dal soffiare delle narici, ed è spesso usato per tori, arieti o cavalli arrabbiati.
SobIndica tristezza, sconforto o pianto: dall'inglese to sob, che significa singhiozzare.
SockRiproduce il rumore causato da un forte pugno, dall'inglese to sock, "colpire".
SplashRiproduce il tonfo di qualcosa che cade nell'acqua. Dall'inglese to splash, ossia "spruzzare.
SsssstIl sibilio emesso da qualcuno per imporre il silenzio, usato in alternativa a "Shhh".
StockRiproduce il rumore di un colpo secco.
StudRumore di una freccia che si conficca nel bersaglio.
SwisssIl sibilo di un oggetto. Tipica onomatopea utilizzata per enfatizzare il lancio del pugnale di Diabolik.

### T
Tara-ta-zumOnomatopea che rappresenta il suono tipico di una fanfara o di una banda; usata in alternativa "Para-pa-zum".
TingleIl tintinnio di un oggetto metallico.
Tip tapSuono di dita che tamburellano o danno colpetti.
ThudRiproduce un tonfo, un rumore sordo, dall'inglese to thud, ossia, "battere".
ThwompRiproduce il rumore di passi pesanti o un tonfo sordo: in inglese thump significa appunto "tonfo". Usato in alternativa a "Thud".
Tsk tskUsato per rappresentare disapprovazione o scetticismo.
TweetIl verso del cinguettare o il pigolio di un uccello, simile a "Chirp".

### U
UmpfInteriezione che indica uno sbuffo di fastidio o noia.
UlpUsato per indicare stupore, in alternativa a "Urc".
UrcRappresenta lo stupore, in alternativa a "Ulp".
UuhUlulato, graficamente rappresentato con due o più lettere "u".

### V
VroomSfrecciare in macchina.
Vrrronomatopea usata per simboleggiare il rumore dell'aereo.

### W
WhammRumore prodotto da una fiammata.
WoofAbbaiare di cane, specialmente di grossa taglia, in alternativa a "Bau" o a "Bark".
WowEsclamazione, generalmente seguita da un punto esclamativo, che esprime stupore misto ad ammirazione.

### Y
YawnRiproduce il rumore dello sbadiglio di un personaggio assonnato; deriva dall'inglese to yawn che significa, appunto, "sbadiglio".
YukEsclamazione che indica stupore, sorpresa, approvazione.
YumEsclamazione di apprezzamento, specialmente per cibi appetitosi: in inglese yummy significa, appunto, "delizioso".
YahooEsclamazione di gioia.

### Z

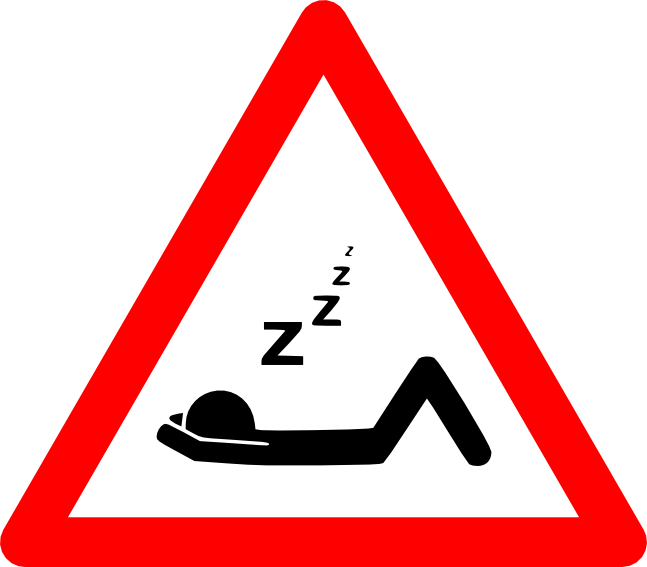

ZipRappresenta il sibilo di un proiettile che sfreccia oppure il rumore di una cerniera lampo che si apre o si chiude e, quindi, lo spogliarsi di una persona.
ZoomSuono onomatopeico che riproduce il rumore di un oggetto o un veicolo molto veloce.
ZotRiproduce il rumore di una scarica elettrica.
ZzzRiproduce il sonno profondo, oppure il rumore di un insetto che vola, o anche la vibrazione di un oggetto.